# Podlog pod Bohorjem
Podlog pod Bohorjem – wieś w Słowenii, w gminie Šentjur. W 2018 roku liczyła 63 mieszkańców.